# NGC 4603
NGC 4603 هي مجرة حلزونية تبعد حوالي 107 مليون سنة ضوئية في كوكبة قنطورس. وهي عضو في مجموعة عنقود قنطورس المجري من المجرات، التي تنتمي إلى "Cen30". تصنيفها هو SA(s)c، مما يدل على أنها مجرة حلزونية نقية.
خلال عام 1999، كانت هذه المجرة موضوع دراسة موسعة باستخدام تلسكوب هابل الفضائي لتحديد موقع النجوم المتغير قيفاوي. تم العثور على ما مجموعه 43 ± 7، وقياس تواترها أعطى تقدير صافي المسافة 108.7+5.5
−4.9 مليون سنة ضوئية (33.3+1.7
−1.5 مليون فرسخ فلكي) ويتناسق ذلك مع تقدير المسافة المحدد بواسطة قياسات الانزياح نحو الأحمر. واعتبارا من وقت هذه الدراسة، كانت NGC 4603 الأكثر بعدا والتي تم إجراء تقدير المسافة باستخدام المتغير قيفاوي.
في 21 مايو 2008، اكتشف مستعر أعظم في 23.″2 شمال و 4.″7 شرق مركز المجرة. وقد تقرر أن يكون مستعر أعظم من نوع II-P ذو لمعان عالي، مع تحديدها مبدئيا على أنها عملاق أحمر ضخم مع 15 ± 2 كتلة شمسية. استنادا إلى اللون الأصفر، قد تكون عضوا في نظام نجم ثنائي.

## وصلات خارجية
- NGC 4603 على موقع ويكي سكاي: DSS2, SDSS, GALEX, IRAS, Hydrogen α, X-Ray, Astrophoto, Sky Map, Articles and images